# Ryan X-13 Vertijet
El Ryan X-13A-RY Vertijet fue un avión experimental VTOL de los Estados Unidos en los años 1950. El objetivo principal de proyecto era demostrar la capacidad de realizar un despegue vertical, deslizarse, pasar de la verticalidad a la horizontalidad y aterrizar de nuevo en vertical.

## Desarrollo
Tras la Segunda Guerra Mundial, los ingenieros de Ryan se preguntaron si el FR-1 Fireball, que tenía una relación peso-empuje de 1 cuando llevaba poco combustible, podía despegar en vertical. En 1947 la Oficina de Aeronáutica de la Armada de los Estados Unidos otorgó a Ryan un contrato para investigar el desarrollo de un avión de combate de despegue vertical. Ryan realizó pruebas de bancos de ensayos VTOL controlados a distancia entre 1947 y 1950, y con una plataforma volante en 1951. Ryan ganó un contrato de la USAF en 1953 para crear un avión de reacción real, que fue denominado X-13. Se construyeron dos prototipos.
El X-13 medía 7,14 metros de longitud. Era lo suficientemente grande para acomodar la cabina del piloto, con un asiento inclinado, y el turborreactor de Rolls-Royce de 45 kN de empuje. El avión tenía una disposición alar en delta con una envergadura de 6,4 metros. El morro acababa en un poste con un gancho. Este gancho se usaba para agarrar un cable de la plataforma de aterrizaje. Cuando el avión había aterrizado, la platarfoma era puesta en horizontal.
Los controles de cabeceo y guiñada durante el deslizamiento eran proporcionados por el empuje del motor. Para el control del alabeo se utilizaba unos pequeños impulsores en los extremos de cada ala.
El primer prototipo, con número de serie 54-1619 iba equipado con un tren de aterrizaje y realizó su primer vuelo horizontal el 10 de diciembre de 1955. El segundo prototipo (número de serie 54-1620) realizó un despegue en vertical el 11 de abril de 1957, cambiando de vuelo vertical a horizontal y de nuevo a vertical, donde aterrizó en la plataforma mediante el gancho del morro.
Los días 28 y 29 de julio de 1957, el X-13 hizo una demostración en Washington D. C., cruzando el río Potomac y aterrizando en el Pentágono. La USAF no continuó el desarrollo del X-13 debido a la falta de capacidad operacional.

## Historia de vuelos
El X-13 fue diseñado para investigar el despegue vertical, transición al vuelo horizontal y regresar al vuelo vertical para aterrizar. El avión realizó un vuelo convencional el 10 de diciembre de 1955 para probar sus características aerodinámicas. El 28 de mayo de 1956 comenzó a volar en posición vertical para comprobar sus capacidades aerodeslizadoras. 
El X-13 completó su primer ciclo de vuelos en la base Edwards el 11 de abril de 1957, cuando despegó en vertical desde su plataforma móvil, realizó el cambio a vuelo horizontal y voló durante varios minutos. Luego, el X-13 cambió a vuelo vertical y descendió lentamente a su plataforma para aterrizar con éxito.
Los dos X-13 se encuentran actualmente en museos de la aviación. El primero en el San Diego Air and Space Museum, y el segundo prototipo en el Museo Nacional de la Fuerza Aérea de los Estados Unidos en Ohio.

## Especificaciones del X-13
Características generales
- Tripulación: 1
- Longitud: 7,14 m
- Envergadura: 6,40 m
- Altura: 4,62 m
- Superficie alar: 17,8 m²
- Peso en vacío: 2424 kg
- Peso cargado: 3059 kg
- Máximo peso al despegue: 3272 kg
- Planta motriz: 1x turborreactor Rolls-Royce Avon de 44,6 kN de empuje

Rendimiento
- Velocidad máxima: 560 km/h
- Alcance: 307 km
- Techo de vuelo: 6100 m

### Aeronaves similares
- Rolls-Royce Thrust Measuring Rig
- Short SC.1
- SNECMA Coléoptère

### Secuencias de designación
- Secuencia X-_ (Aviones eXperimentales estadounidenses, 1948-presente): ← X-10 - X-11 - X-12 - X-13 - X-14 - X-15 - X-16 →
- Secuencia F_R (Aviones de Caza de la Armada estadounidense, 1922-1962 (Ryan, 1948-1962)): FR - F2R - F3R

### Listas relacionadas
- Anexo:Aeronaves de la Fuerza Aérea de los Estados Unidos (históricas y actuales)
- Anexo:Aeronaves militares de los Estados Unidos (navales)